# Buccinanops monilifer
Buccinanops monilifer es una especie de molusco gastropoda de la familia Buccinanopsidae nativa de América del Sur. Esta especie se encuentra en las costas de Brasil y Argentina. Se lo conoce también como Nasa de collar.

## Descripción
El tamaño de la concha varía entre unos 28 y 51 mm.
La concha es lisa, con forma oval, oblonga y fusiforme. Es de color blanquecina, ligeramente diáfana, rodeado por dos bandas marrones, interrumpidas por manchas castañas muy prominentes en el verticilo inferior de la espira. Existe una banda del mismo color, pero menos distinta, sobre los otros verticilos. La espira se compone de siete u ocho verticilos ligeramente angulosos, los dos o tres más bajos, coronados por una hilera de tubérculos alargados, sólidos y puntiagudos, bastante cerca unos de otros. Los tubérculos de los verticilos superiores son menos evidentes. La apertura tiene forma ovalada y es de color amarillento. La base está bastante marginada. El labio exterior delgado está arqueado, marcado internamente por dos bandas transversales de color marrón, que son muy evidentes externamente.

## Distribución
Esta especie marina se la encuentra en las costas del Océano Atlántico sur. Se distribuye ampliamente en aguas someras de hasta 50 m de profundidad, en fondos arenosos submareales de aguas templadas desde Espírito Santo, Brasil, hasta el Golfo de San Matías en la Patagonia Argentina.